# Червоный Раздел
Червоный Раздел (укр. Червоний Розділ) — село в Помошнянской городской общине Новоукраинского района Кировоградской области Украины.
Население по переписи 2001 года составляло 93 человека. Почтовый индекс — 27140. Телефонный код — 5251. Код КОАТУУ — 3524084803.